# Tricimba scrobiculata
Tricimba scrobiculata är en tvåvingeart som beskrevs av Ismay 1993. Tricimba scrobiculata ingår i släktet Tricimba och familjen fritflugor. Inga underarter finns listade i Catalogue of Life.